# Federico Spínola

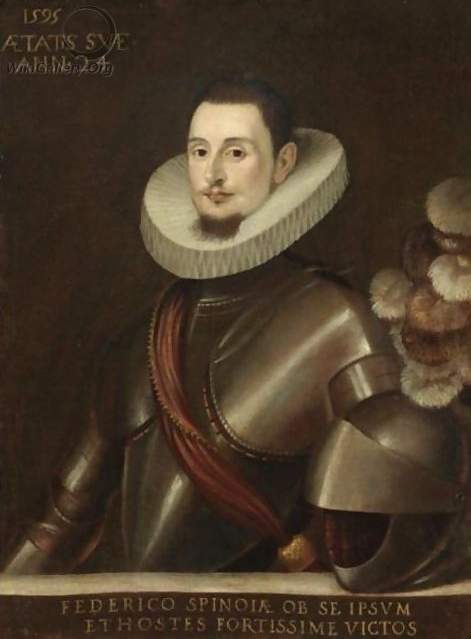
Federico Spínola, en 1595.

Federico Spínola (Génova, 1571-La Esclusa, 1603) fue un militar y marino genovés al servicio de Felipe II y Felipe III de España. Era miembro de la Casa de Spínola, una familia noble y rica de Génova.

## Biografía
Hijo de Filippo Spínola, y hermano de Ambrosio, quien como primogénito había heredado la mayor parte de la fortuna familiar. Federico, como alguno de sus hermanos, había buscado fortuna en España, distinguiénsose como soldado en Flandes. La familia lo envió a estudiar leyes a Salamanca, pese a su inclinación al ejercicio y no al estudio. Tras completar sus estudios en España, retornó a Génova y de allí pasó a Flandes, donde comenzó a servir con Ranuccio Farnesio, hijo de Alejandro Farnesio. Participó en la guerra civil francesa, en favor de la Liga Católica.
A la muerte de Alejandro en 1592, siguió sirviendo a sus sucesores en el cargo de gobernador de los Países Bajos, con cuatro galeras que había traído de Génova. Con ellas y otros barcos, hostigó el comercio holandés e inglés desde Dunquerque. En 1597 propuso formar una escuadra de galeras y transportar con ellas tropas para apoderarse de puertos ingleses, para acabar con las correrías de estos y obligarlos a firmar la paz. Felipe II llegó a aprobar el proyecto, que iba a organizar el propio Federico, pero falleció antes de que se pusiese en práctica. Mientras las autoridades españolas y flamencas se decidían a acometerlo, Federico se dedicó a continuar su corso el comercio inglés y holandés con las galeras que tenía en Dunquerque. Para financiar la invasión cuando esta finalmente se aprobó en 1602, Federico prestó a la Corona, sin intereses, cuatrocientos setenta mil ducados, a cambio de dirigir la empresa por su cuenta, sin superiores. Los seis mil soldados que debían participar en el desembarco y conquista de puertos ingleses había de traerlos de Italia su hermano Ambrosio.
Las casas de Spínola y Doria rivalizaban por ejercer el poder en la república. Ambrosio Spínola continuó esta rivalidad con el conde de Tursi, entonces jefe de los Doria. Tras un fracaso en un enfrentamiento judicial con los Doria, decidió retirarse de la ciudad y mejorar la fortuna de su casa sirviendo a la monarquía española en Flandes. En 1602 Ambrosio y su hermano Federico entraron en tratos con el gobierno español - una "condotta" al viejo modelo italiano. 
Se trataba de una aventura en la que Ambrosio Spínola arriesgó la totalidad de la gran fortuna de su familia. Se encargó de enrolar mil hombres para operaciones militares terrestres, y Federico se ocupó de formar una escuadra de galeras para operaciones en la costa. En ella, varias de la galeras de Federico fueron destruidas por los barcos de guerra ingleses en su camino a través del canal de la Mancha. El propio Federico resultó muerto en acción con los holandeses el 24 de mayo de 1603, en la Batalla de Sluys (1603).